# Burg Beilstein (Pfalz)
Die Burgruine Beilstein gehörte früher  zu den kleineren Reichsministerialenburgen und ist heute ein Natur- und Kulturdenkmal. Die Reste der Felsenburg befinden sich circa zwei Kilometer östlich von Kaiserslautern an der Bundesstraße 37 nach Hochspeyer auf 313 m ü. NN. Ihren Namen verdankt die Ruine wahrscheinlich der Beilform des Burgfelsens.

## Geschichte
Vermutlich im 12. Jahrhundert ließ Herzog Friedrich II. von Schwaben („Herzog Friedrich der Einäugige“) die Burg erbauen. 1185 wurde erwähnt, dass sich die Burg im Besitz des Ministerialen Merbodo von Beilstein befand.
1212 siegelte Merbodo von Beilstein zusammen mit seinem Bruder Wernher von Wartenberg als Zeuge im Wilensteiner Verzicht, 1234 erlaubte König Heinrich VII. den Wiederaufbau des Castrum Bylenstein.
Zwischen 1420 und 1455 wurde die Burg gewaltsam zerstört. Es folgte kein Wiederaufbau. Die Ruine ging in Flörsheimer und kurpfälzischen Besitz über. 1464 wurde mit dem hochstiftisch-speyerischen Küchenmeister Hans von Bilenstein letztmals ein Beilsteiner erwähnt. Nach dem Aussterben der Flörsheimer 1665 ging die Burg komplett in kurpfälzischen Besitz über.
Um 1900 hat der Pfälzische Verschönerungsverein einen Teil des Geländes geräumt und führte Sicherungsmaßnahmen durch. Dadurch wurden jedoch archäologische Fundzonen zum Teil zerstört. Ende der 1950er Jahre wurde durch Grabungen nachgewiesen, dass bereits vor der ersten Erwähnung eine Anlage existiert haben muss, deren Ausmaße offenbar wesentlich weiter waren als der heute erhaltene Anlagenteil, der im Wesentlichen aus dem Mauerwerk des Bergfrieds besteht. 
Seit etwa 1990 ist die Burg Beilstein im Besitz der Stadt Kaiserslautern.

## Anlage
Von der einstigen Felsenburg sind heute lediglich Teile der Burgmauer, ein Portal und die Felsnadel mit den Vertiefungen zur Aufnahme der Dachbalken, um die Gebäude früher errichtet waren, erhalten geblieben.

## Sage
Der Sage nach lebte auf der Burg ein bildschönes und stolzes Ritterfräulein, das keinen Mann haben wollte. Junker Hanno wollte sie dennoch haben und nahm sich vor, sie zu entführen. Mit zweien seiner Knechte drang er in die Burg ein, doch als sie den Burgsaal betraten, erschraken sie. Das Fräulein wurde von zwei Geistern bewacht, die links und rechts zu ihrer Seite saßen. Die Knechte flohen, der Junker fiel in Ohnmacht. Als er wieder erwachte, waren die Geister verschwunden und er konnte seine Tat vollenden. Das Fräulein konnte jedoch wieder schnell in die Burg entwischen. Er folgte ihr in den Burgsaal, wo sie wieder von den beiden Geistern beschützt wurde. Dieses Mal erschrak er nicht und ging auf das Fräulein zu. Da berührte ihn einer der Geister, und der Junker war sofort tot. Viele Jahre traute sich kein Mann mehr zur Burg, als eines Tages drei Handwerksburschen im Trinkgelage in einem Wirtshaus in Lautern eine Wette abschlossen. Einer wollte sich trauen, um die Burg zu laufen und das junge Fräulein nur zu sehen. Mit einer Fackel lief er zur Burg und dreimal drumherum, als ihm einer der Geister begegnete, ihn berührte und er starb.